# The Black Cauldron (Computerspiel)
The Black Cauldron ist ein Adventurespiel des Computerspieleherstellers Sierra On-Line. Als Vorlage diente der gleichnamige Zeichentrickfilm, der in Deutschland unter dem Titel Taran und der Zauberkessel veröffentlicht wurde.

## Handlung
Die Hauptfigur in dieser Geschichte ist Taran, ein junger „Assistent Pig-Keeper“ (Hilfsschweinehüter), der für den Magier Dallben auf dem kleinen Bauernhof von Caer Dalben arbeitet. Tarans Aufgabe ist es, das magische Schwein „Hen Wen“, welches hellseherische Fähigkeiten besitzt, vor dem bösen „Gehörnten König“ zu beschützen. Dieser trachtet danach das Schwein zu entwenden, um seine Fähigkeiten zu benutzen, da er den magischen „Schwarzen Kessel“ (Black Cauldron) finden möchte, der Tote zum Leben erwecken kann. Die Aufgabe des Spielers ist es, Hen Wen an einen sicheren Ort zu geleiten, damit der Gehörnte König weder das Schwein noch den Kessel in die Hände bekommt. Es liegt also an Taran, das mystische Land Prydain vor dem Untergang zu retten.

## Spielprinzip und Technik
Die Steuerung der Spielfigur erfolgt entweder über die Cursor-Tasten, etwas komfortabler über den Zahlenblock oder mit einem Joystick. Zusätzlich gibt es ein Menü zum Einstellen der Geschwindigkeit oder der unterschiedlichen Handlungsmöglichkeiten wie „etwas ansehen“, „etwas tun“, Spiel speichern oder laden. Zumeist gibt es mindestens zwei Lösungsmöglichkeiten, um das Spiel erfolgreich zu beenden. Über einen Punktestand kann man die Fortschritte oder die Effizienz seines Handelns ablesen.
The Black Cauldron besitzt eine für die bei Computerspielen der damaligen Zeit typische Grafik des von Sierra On-Line entwickelten Adventure Game Interpreters (AGI), der eine Auflösung von 160×200 Pixel ×16 Farben unterstützt. Trotz dieser, nach heutigen Maßstäben offensichtlichen Grenzen, vermittelt das Spiel durch seine gespenstischen teils sehr düsteren Farben das Gefühl eines animierten Films. Ein Manko des Interpreters war jedoch die eingeschränkte Detailgenauigkeit, die Pixel waren noch deutlich sichtbar und die Mimik der Personen konnte nicht dargestellt werden. Augen, Nase oder Mund bestanden lediglich aus wenigen Pixeln. So werden weite Teile der Umgebung aus recht einfachen Formen dargestellt. Das Spiel ist in der so genannten Dritte-Person-Perspektive angelegt. Das bedeutet, der Spieler sieht die eigene Spielfigur auf dem Bildschirm.
Geräusche werden direkt über die PC-Lautsprecher abgespielt, es existiert noch keine Unterstützung für Soundkarten. Daher spielt Musik, im Gegensatz zu zeitgenössischen Spielen, hier nur eine untergeordnete Rolle. Es konnten nur monotone oder schrill quietschende Geräusche wiedergegeben werden.

## Entwicklungs- und Veröffentlichungsgeschichte
1984 erhielt Al Lowe die Gelegenheit, sein erstes eigenes Computerspiel zu kreieren. Er programmierte das Graphic-Adventure-Game The Black Cauldron, welches wie der gleichnamige Film der Walt Disney Studios auf den ersten beiden Büchern der Chroniken von Prydain von Lloyd Alexander basiert. Es kam 1986 in einfacher EGA-Grafik und mit einem Textparser für Amiga, Apple II und Atari ST auf den Markt. Nach Angaben von Lowe beauftragte Disney die Firma Sierra On-Line damit, das Spiel zu entwickeln, weil die Disney Studios zu dieser Zeit noch keinen eigenen Softwarehersteller hatten. Dennoch wurde das Spiel unter einem Walt-Disney-Personal-Computersoftware-Label vermarktet. Während der Entwicklungsphase gewährt Disney Al Lowe einen vollständigen Zugriff auf die original handgemalten Hintergründe und Animationen aus dem Film.
Vorlage für den Schwarzen Kessel ist ein magischer Kessel aus der keltischen Mythologie. In diesem Spiel kann die Macht des Kessels dadurch gebrochen werden, dass ein Lebender aus freiem Willen in ihn hineinspringt. Abweichend zur Romanvorlage ist es aber nicht Prinz Ellidyr, weil dieser Charakter nicht übernommen wurde, sondern Gurgi, der kleine Begleiter Tarans.

## Rezeption
Das deutsche Spielemagazin Aktueller Software Markt lobte die „klevere“ Gestaltung, den Schwierigkeitsgrad und die Grafik der Atari-ST-Version Spiels. In Summe komme „kein ST-Besitzer an diesem Adventure vorbei“.